# Hope (Nuovo Messico)
Hope è un villaggio degli Stati Uniti d'America, situato nello stato del Nuovo Messico, nella contea di Eddy.